# Joaquín Coca
Joaquín Coca (Barcelona, 24 de octubre de 1882 - Buenos Aires, 15 de agosto de 1962) fue un militante obrero de la Argentina, periodista y diputado nacional por el Partido Socialista.

## Orígenes y vida política
Joaquín Coca nació en Barcelona, Cataluña, el 24 de octubre de 1882. En su juventud fue artesano zapatero, y viajó con su caja de herramientas por Marsella, París y Londres, huyendo de la persecución del régimen despótico del rey Alfonso XIII. En su periplo, se vinculó con los medios sindicalistas franceses y laboristas británicos. Ante la inminencia del estallido de la Primera Guerra Mundial, viajó a la Argentina en 1914, en busca de paz y trabajo. Al fin de la contienda reunió a su familia en Buenos Aires. En 1917 se inició como periodista en el diario socialista La Vanguardia y organizó la primera página obrera de la prensa gráfica argentina. Militó en el viejo Partido Socialista y en el gremio de los trabajadores gráficos. En 1924 fue elegido diputado nacional por el distrito Capital Federal. En 1932-34 fue concejal metropolitano y en el periodo 1934-38 volvió al Congreso Nacional.

## Militancia
Defensor de una política de profundo sentido nacional que chocaba con las ideas de los dirigentes de su propio partido, afirmaba la unidad de acción del socialismo con el yrigoyenismo para enfrentar a la oligarquía conservadora.
Coca denunció la infiltración en el Partido Socialista de dirigentes afines al conservadurismo. Esa serie de denuncias luego sería el núcleo central de su crónica política, El Contubernio, libro publicado por primera vez en 1931. La última reedición de El Contubernio es de 2010 y fue realizada por la Editorial Cooperativa Punto de Encuentro.
En 1937, protagonizó una división partidaria y fue uno de los artífices del Partido Socialista Obrero.
En 1944 vio en el movimiento político del coronel Juan Domingo Perón una respuesta a las luchas obreras, y participó en la fundación del Partido Laborista que apoyó la candidatura de Perón para presidente en 1946. 
Presidió el Colegio Electoral que consagró el triunfo electoral peronista de 1946.
Joaquín Coca hizo una última aparición en la arena política en 1951, para apoyar la reelección de Perón en las elecciones del año siguiente. Tras el derrocamiento de Perón y la instauración de la dictadura autodenominada Revolución Libertadora, fue encarcelado por razones políticas. Tras variso meses y debido a los constantes ataques antisemitas durante la dictadura de Pedro Eugenio Aramburu, combinada con una fuerte persecución política se exilió junto con su familia en Brasil. Asiduo lector de libros sobre socialismo, comunismo, sindicalismo, anarquismo, economía social, murió el 15 de agosto de 1962, a los 79 años de edad.

## El Contubernio
El Contubernio (1931) es uno de los libros más difundidos de Joaquín Coca, en el que denuncia el proceso de alianza política ilegítima del bloque socialista con los conservadores y anti personalistas, para desgastar políticamente al yrigoyenismo. Miembro del bloque de diputados, Coca denunció sistemáticamente este proceso y lo llamó contubernio, que según el diccionario de la Real Academia es una “alianza o liga vituperable, que causa deshonra”. 
También denunció a la dirigencia socialista que guiaba el contubernio, llamándolos “libertinos”. Según Coca, esta alianza no sólo dañaba al Partido Socialista y le restaba votos, sino que fortalecía al régimen conservador contrario a los intereses de los trabajadores. 
El Contubernio fue editado primero como una serie de artículos periodísticos, luego recopilados en 1931 para Editorial Claridad con el agregado de una segunda parte, en la que se analiza la dimensión de los hechos narrados en relación con el golpe de Estado del 6 de septiembre de 1930. El libro tuvo dos ediciones más, en las décadas de 1960 y 1980.
En 2010 la Editorial Cooperativa Punto de Encuentro realizó una nueva edición de El Contubernio, con prólogos del historiador Norberto Galasso y del bis nieto del autor, el periodista Nahuel Coca.

## Obras
- Acción gremial (1918)
- Los sindicalistas en los medios obreros (1918)
- La dictadura del proletariado y el régimen de los soviets (1920)
- Organización y acción gremial de los trabajadores (1926 y 1933)
- El sufragio universal (1931, editado un año después en Valencia, España)
- El Contubernio (1931)
- Derecho obrero y derecho burgués (1929)
- Socialismo, defensa nacional y paz (1925)
- Quinta columna bolchevique (1940)
- Argentina en peligro (1940)